# Calais Street
Calais Street är en by (hamlet) i Suffolk, England. Den har 3 kulturmärkta byggnader, inklusive Corner Cottage, Fourways och Street Farmhouse 1 and 2.